# Campionati africani di atletica leggera 2014 - Salto in alto maschile
Il concorso del salto in alto maschile ai Campionati africani di atletica leggera di Marrakech 2014 si è svolto il 14 agosto 2014 allo Stade de Marrakech in Marocco.
La gara è stata vinta dal botswano Kabelo Kgosiemang, che ha preceduto il camerunese Fernand Djouméssi, argento, ed il sudanese Younes Idriss, bronzo.

## Risultati
| Class   | Atleta                | Nazione    | 1.90 | 1.95 | 2.00 | 2.05 | 2.10 | 2.15 | 2.19 | 2.22 | 2.25 | 2.28 | 2.30 | Risultato | Note |
| ------- | --------------------- | ---------- | ---- | ---- | ---- | ---- | ---- | ---- | ---- | ---- | ---- | ---- | ---- | --------- | ---- |
| Oro     | Kabelo Kgosiemang     | Botswana   | –    | –    | –    | –    | o    | o    | o    | o    | o    | o    | xxx  | 2.28      |      |
| Argento | Fernand Djouméssi     | Camerun    | –    | –    | –    | –    | o    | o    | o    | o    | o    | x–   | xx   | 2.25      |      |
| Bronzo  | Younes Idriss         | Sudan      | –    | –    | –    | –    | o    | o    | o    | xo   | x–   | xx   |      | 2.22      |      |
| 4       | Abdoulaye Diarra      | Mali       | –    | –    | –    | –    | o    | o    | xxo  | xxx  |      |      |      | 2.19      |      |
| 5       | Gobe Takobona         | Botswana   | –    | –    | o    | –    | xo   | o    | xxx  |      |      |      |      | 2.15      |      |
| 6       | Mathieu Kiplagat Sawe | Kenya      | –    | –    | –    | xo   | xo   | o    | xxx  |      |      |      |      | 2.15      |      |
| 7       | Omar Samir Kaseb      | Egitto     | –    | –    | o    | xo   | o    | xxx  |      |      |      |      |      | 2.10      |      |
| 7       | Saad Hammouda         | Marocco    | –    | o    | xo   | o    | o    | xxx  |      |      |      |      |      | 2.10      |      |
| 9       | Hichem Krim           | Algeria    | –    | –    | o    | o    | xxo  | xxx  |      |      |      |      |      | 2.10      |      |
| 10      | Gemechu Temiru        | Etiopia    | o    | o    | o    | xxx  |      |      |      |      |      |      |      | 2.00      |      |
| 10      | Manirou Dembele       | Senegal    | o    | o    | o    | xxx  |      |      |      |      |      |      |      | 2.00      |      |
| 12      | Yatna Lamita          | Etiopia    | xo   | xxx  |      |      |      |      |      |      |      |      |      | 1.90      |      |
| 13      | Stephane Varela       | Capo Verde | xxo  | xxx  |      |      |      |      |      |      |      |      |      | 1.90      |      |
| dns     | Zakaria Majhour       | Marocco    |      |      |      |      |      |      |      |      |      |      |      | dns       |      |